# 森特里維爾鎮區 (伊利諾伊州聖克萊爾縣)
森特里維爾鎮區（英語：Centreville Township）是位於美國伊利諾伊州聖克萊爾縣的一個行政鎮區。

## 地方資料
根據2010年美國人口普查的數據，森特里維爾鎮區的面積為76.10平方千米，當中陸地面積為72.20平方千米，而水域面積為3.90平方千米。當地共有人口23947人，而人口密度為每平方千米314.68人。